# 卡尔索广场
卡尔索广场（Plaza Carso）是位于墨西哥城米格尔-伊达尔戈的新波兰科地区的一个大型综合开发项目，該項目在亿万富翁卡洛斯·斯利姆的支持下興建。该综合体的总成本在8亿至14亿美元之间。该综合体自稱是拉丁美洲最大的綜合开发项目。卡尔索广场所在的地方原本是一個名為Vitro的玻璃厂。
卡尔索广场建筑群包括以下部分：
- 索馬亞博物館
- 尤梅克斯博物馆（英语：Museo Júmex），于2013年11月开业
- 卡尔索广场购物中心（El centro comercial Plaza Carso）[7]
- 塞万提斯剧院（Teatro Cervantes）
- 三棟住宅，分別為达利塔楼（Torre Dalí）、莫奈塔楼（Torre Monet）和罗丹塔楼（Torre Rodin）[5]
- 寫字樓[8]：其中两座為23层高，一座20层高。
  - Torre Telcel（英语：Telcel），美洲电信总部正位於此[9]
  - 托雷·猎鹰（Torre Falcon）
  - 苏黎世托雷（Torre Zurich）
- 一个6层的地下停车场